# Regione di Cacheu
Cacheu è una regione della Guinea-Bissau situata nella zona nord del paese. Il suo capoluogo è Cacheu.
Confina a nord con il Senegal; ad est con la Regione di Oio; a sud con la Regione di Biombo e ad ovest con l'Oceano Atlantico.

## Settori
La Regione di Cacheu è divisa in sei settori:
- Bigene
- Bula
- Cacheu
- Caió
- Canghungo
- São Domingos